# 克利夫島
克利夫島（英語：Cliff Island），是南極洲的島嶼，位於葛拉漢地西岸，處於厄珀島以南的馬頓灣南部，在普羅斯佩克特角以西15公里，由英國探險隊繪入地圖和命名，現時由南極條約體系管理。